# بيلوفو
بيلوفو (بالروسية: Белово) هي إحدى مدن روسيا في مقاطعة كيمروفسكايا.

## أعلام
- إلكسندر رازبوروف
- يفجيني بتروف